# Timocianos

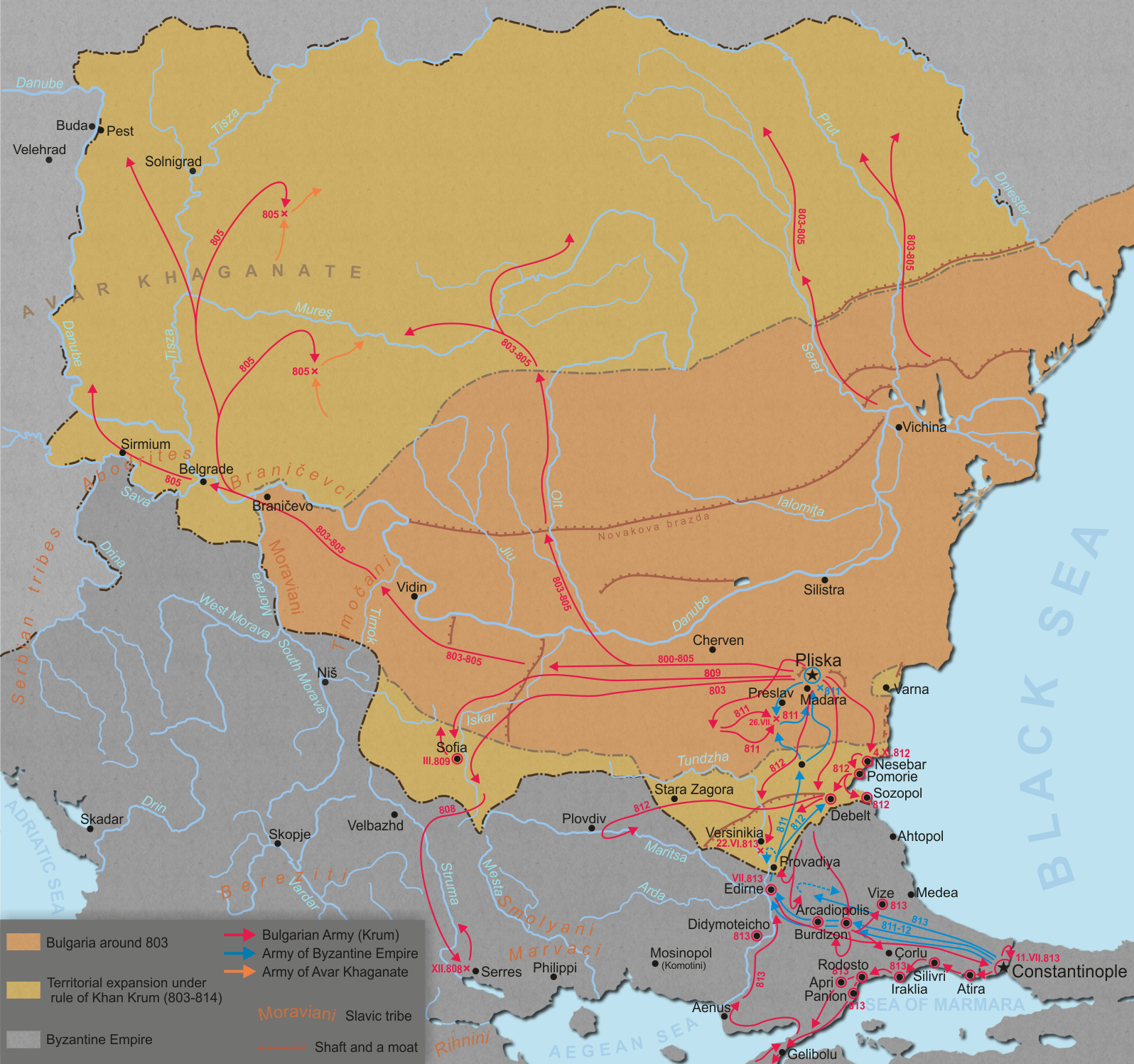
Expansión territorial de los timocianos

Los timocianos o timotianos (en serbocroata y búlgaro: Тимочани) eran una tribu medieval de eslavos meridionales que vivía en el territorio de la moderna Serbia oriental, al oeste del río Timok, así como en las regiones del Banato, Sirmia y Mesia Superior.
Los timocianos se asentaron en los Balcanes en el siglo VI, en la antigua Dacia Ripensis; luego se sometieron al Gran Kanato ávaro. La zona cayó en poder del kanato búlgaro del kan Krum en el 805. En el 818, durante el reinado de Omurtag (814-836), se alzaron junto con otras tribus fronterizas del primer Imperio búlgaro contra una reforma administrativa que les privaba de gran parte de su autonomía.
Junto con otras tribus eslavas, buscaron la protección del emperador Ludovico Pío, al que enviaron una embajada a su corte en Heristal. Omurtag decidió resolver el asunto mediante la diplomacia en 824-826, pero Luis no respondió a sus cartas. Esto le llevó a emprender una campaña fluvial por el Drava en el 827 para invadir las tierras de los timocianos en torno a Sirmio; la ofensiva resultó victoriosa y Omurtag pudo restablecer la autoridad búlgara en la región y nombrar gobernadores que la administrasen. Muchos timocianos huyeron allende el Danubio, y se integraron luego en el Principado de Panonia Inferior.
El término eslavo (timočani) se utiliza modernamente para designar coloquialmente a los oriundos del valle del Timok, situado entre Serbia y Bulgaria.